# Merendera
Merendera es un género de plantas herbáceas con 50 especies, perteneciente a la familia Colchicaceae. Sobre la base de estudios moleculares se ha propuesto que este género fuera trasladado a Colchicum.

## Especies seleccionadas
- Merendera abyssinica A.Rich.
- Merendera aitchisonii Hook.f.
- Merendera androcymbioides Valdés
- Merendera atlantica Chab.
- Merendera attica Boiss. & Spruner
- Merendera filifolia Cambess
- Merendera montana (Loefl. ex L.) Lange